# Karol Díaz Gandía
Carlos Diaz Gandia (ur. 25 grudnia 1907, zm. 11 sierpnia 1936) – hiszpański męczennik, błogosławiony Kościoła katolickiego.

## Życiorys
Został ochrzczony następnego dnia w kościele parafii Santa Maria. Mając 14 lat rozpoczął naukę w młodzieży Akcji Katolickiej. W dniu 3 listopada 1934 roku jego żoną została Luisa Torres Perdeguer z tego związku miał córkę Marię Luisa Diaz Torres. Poniósł śmierć męczeńską w czasie wojny domowej w Hiszpanii w dniu 11 sierpnia 1936 roku.
Został beatyfikowany w grupie Józef Aparicio Sanz i 232 towarzyszy przez papieża Jana Pawła II w dniu 11 marca 2001 roku.